# كارل براون (كرة سلة)
كارل براون (بالإنجليزية: Carl Braun) مواليد 25 سبتمبر 1927 في بروكلين - الوفاة 10 فبراير 2010، كان لاعب كرة سلة أمريكي ومدرب. بدأ مسيرته الاحترافية في سنة 1947 وحمل الرقم 4. بلغ طوله 6 قدم 5 بوصة (2.0 م). اعتزل اللعب في 1962.

## فرق لعب لها
- نيويورك نيكس
- بوسطن سيلتكس

## فرق دربها
- نيويورك نيكس

## روابط خارجية
- كارل براون على موقعبيزبول رفرنس.كوم (الدوري الثانوي) (الإنجليزية)
- كارل براون على موقع إن بي أي (الإنجليزية)
- كارل براون على موقع سبورتس رفرنس (الإنجليزية)
- كارل براون على موقع ريلجم (الإنجليزية)
- كارل براون على موقع بروبوليرز (الإنجليزية)
- كارل براون على موقع سبورتس رفرنس (الإنجليزية)